# Pratt & Whitney J57
Pratt & Whitney J57 (заводское обозначение — JT3C) — турбореактивный авиационный двигатель, созданный компанией Pratt & Whitney в начале 1950-х годов. Первый в мире реактивный двигатель, развивающий силу тяги в 10 000 фунтов (45 кН). В дальнейшем на его конструкции были созданы такие двигатели, как турбореактивный J75/JT4A, турбовентиляторный TF33/JT3D и турбовинтовой PT5/T57.

## История
Двигатель появился в рамках программы по созданию самолёта XB-52. За основу был взят турбовинтовой T45, но новому самолёту требовались двигатели с высокой силой тяги, поэтому вместо турбовинтового двигателя был создан малогабаритный турбореактивный JT3. Новый двигатель имел осевой двухроторный компрессор, который позволял снизить расход топлива во время длительного полёта и улучшал лётные характеристики двигателя.
Выпуск двигателей обозначенных как J57 начался в 1953 году. В том же году премией Collier Trophy за создание и постройку данного двигателя был награждён Леонард Хоббс (Leonard S Hobbs) — главный конструктор United Aircraft.
25 мая 1953 года уже во время своего первого полёта оснащённый двигателем J57 самолёт North American YF-100A впервые в мире превысил скорость звука в горизонтальном полёте. Всего было выпущено 21 186 двигателей, последний из которых компания передала заказчику в 1965 году. Преимущественно их ставили на военные самолёты и вплоть по настоящее время J57 является одним из основных двигателей в ВВС США. С 1958 обозначением JT3C данные двигатели ставились на гражданские Boeing 707, Boeing 720 и Douglas DC-8. Одним из первых таких авиалайнеров стал Boeing 707 авиакомпании Pan American World Airways, который оборудованный четырьмя двигателями JT3 с силой тяги 13 тысяч фунтов каждый, в октябре 1958 года с крейсерской скоростью 575 mph (925 км/час) совершил пассажирский рейс из Нью-Йорка в Париж, став первым в мире реактивным авиалайнером, совершившим трансатлантический перелёт.
Существовала ещё турбовинтовая версия двигателя, обозначенная как T57, созданная для программы по созданию самолёта Douglas C-132 (не был построен). В рамках испытаний в 1956 году такие двигатели поставили на Douglas C-124 Globemaster II с бортовым номером 52-1069.

## Варианты

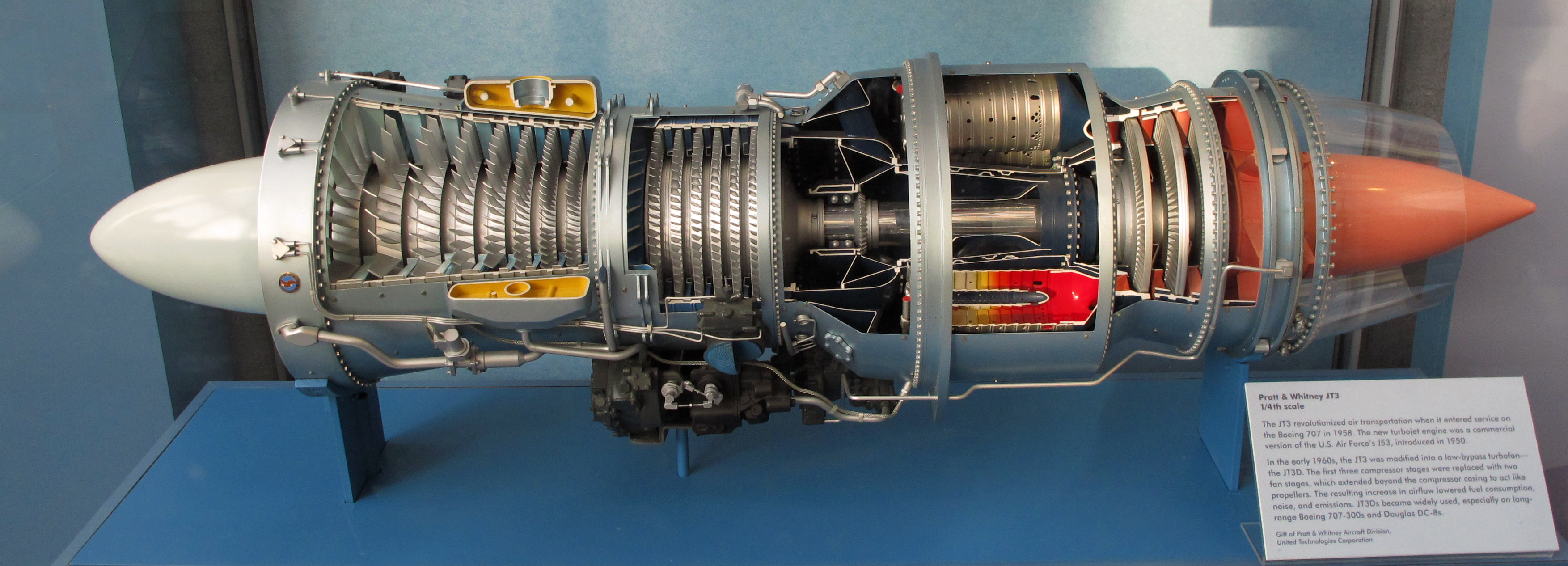
Модель 1/4 натуральной величины двигателя Pratt & Whitney JT3. Национальный музей авиации и космонавтики, Вашингтон.

J57-P-1WСила тяги 11 400 фунтов, имел водяное охлаждение.
J57-P-1WAКак P-1W
J57-P-1WBКак P-1W
J57-P-4AСила тяги 16 200 фунтов
J57-P-8AСила тяги 10 400 фунтов
J57-P-10Сила тяги 12,400 фунтов
J57-P-11Сила тяги 9,700 фунтов, также был вариант с силой тяги 14,800 фунтов
J57-P-13Сила тяги 14,880 фунтов
J57-P-16Сила тяги 16,900 фунтов
J57-P-20Сила тяги 18,000 фунтов
J57-P-20AСила тяги 18,000 фунтов
J57-P-21Сила тяги 17,000 фунтов
J57-P-25Сила тяги 15,000 фунтов
J57-P-31
J57-P-37A
J57-P-43WСила тяги 13,750 фунтов
J57-P-43WBСила тяги 13,750 фунтов
J57-P-59WСила тяги 13,750 фунтов
T57Сила тяги 15,000 фунтов, турбовинтовой
JT3C-2Гражданское название модели J57-P-43WB. Сила тяги 13,750 фунтов
JT3C-6Сила тяги  фунтов
JT3C-7Сила тяги 12,000 фунтов
JT3C-12Сила тяги 13,000 фунтов
JT3C-26Гражданское название модели J57-P-20. Сила тяги 18,000 фунтов
JT3D/TF33:Турбовентиляторный вариант двигателя J57.
PT5Заводское обозначение турбовинтового T57.

## Применение
J57 (военный)

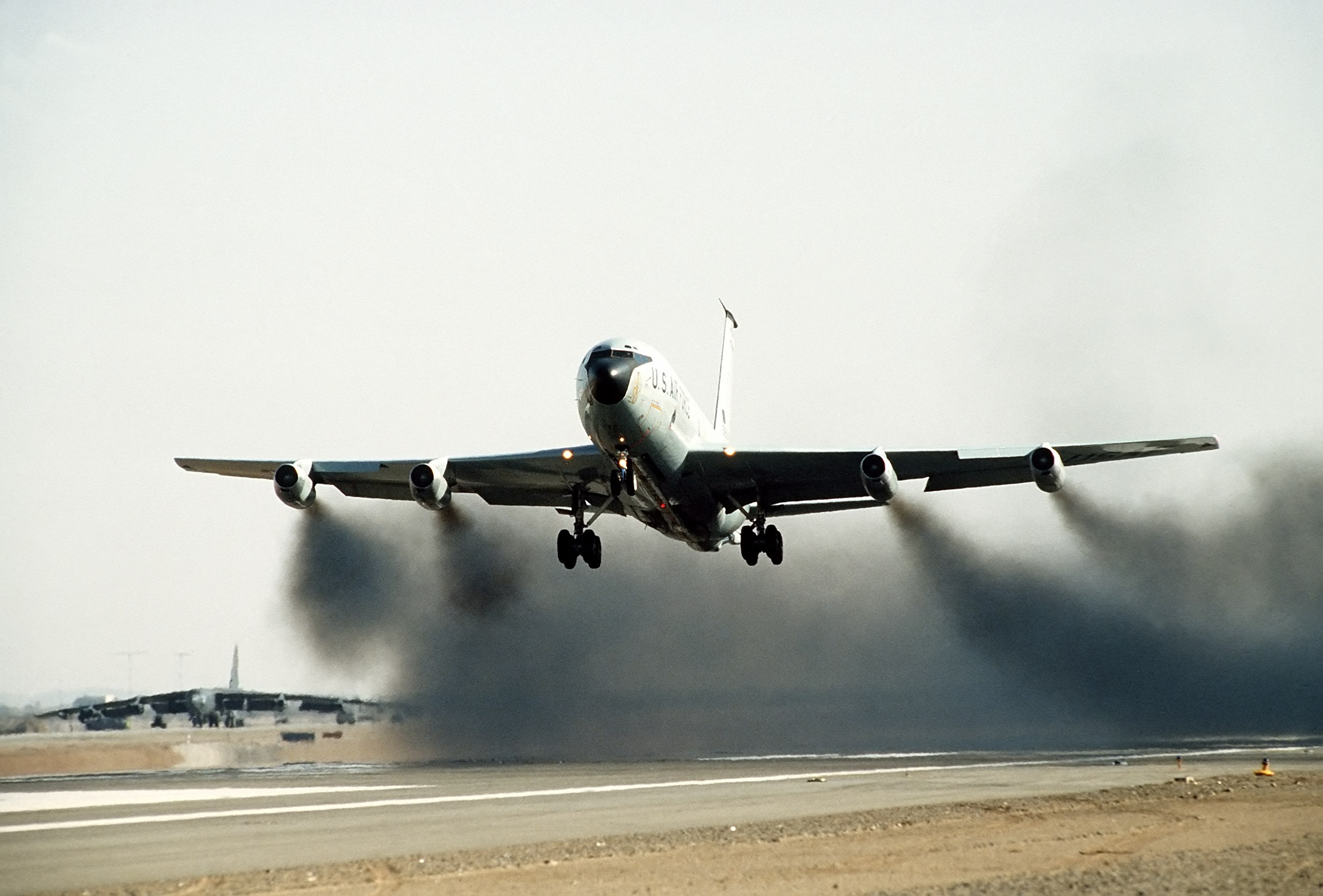
Взлёт KC-135 Stratotanker, оборудованного двигателями J57

- Boeing B-52 Stratofortress (типы 1W, 1WA, 1WB)
- Boeing C-135 Stratolifter и KC-135 Stratotanker
- Convair F-102 Delta Dagger (тип 25)
- Convair YB-60 (тип 3)
- Douglas A3D Skywarrior (тип 10)
- Douglas F4D Skyray (типы 8, 8A, 8B)
- Douglas F5D Skylancer
- Lockheed U-2
- Martin B-57 Canberra
- McDonnell F-101 Voodoo (тип 55)
- North American F-100 Super Sabre (типы 21 и 21A)
- Northrop SM-62 Snark
- Vought F-8 Crusader (тип 8)

JT3C (гражданский)
- Boeing 707
- Boeing 720
- Douglas DC-8

T57 турбовинтовой
- Douglas C-124 Globemaster II — испытания
- Douglas C-132 (не построен)